# Tanzania Railways Corporation

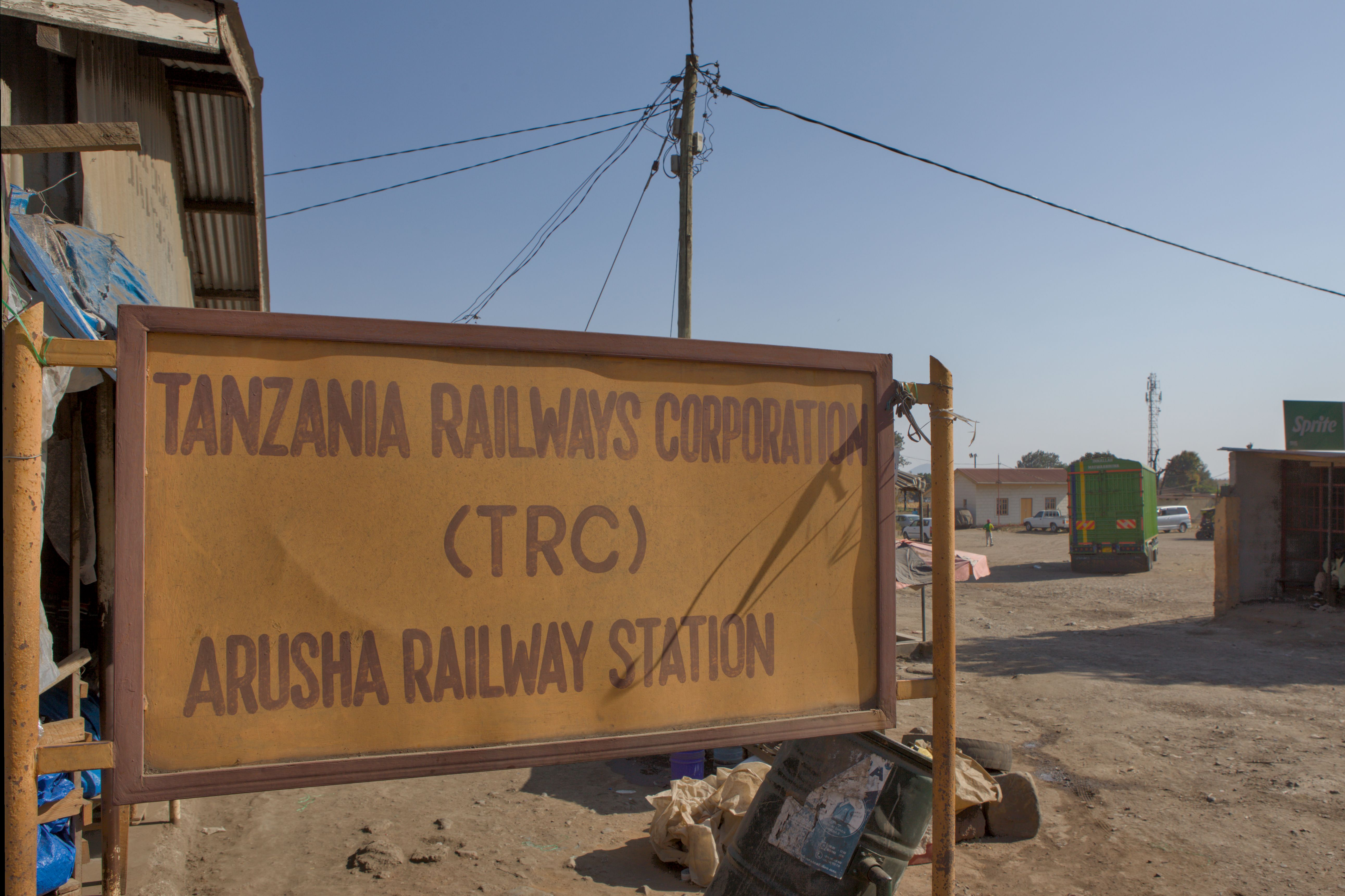
Firmenschild auf dem Bahnhof Arusha

Die Tanzania Railways Corporation (TRC; englisch), Swahili Shirika la Reli Tanzania, ist eine staatseigene Eisenbahngesellschaft in Tansania, die das Meterspur-Netz (englisch Meter Gauge Railway, MGR) und das Normalspur-Netz (englisch Standard Gauge Railway, SGR) des Landes betreibt.

## Geschichte

### Usambarabahn
Bereits 1891 wurde eine Eisenbahngesellschaft für Deutsch-Ostafrika mit dem Ziel gegründet, den Hafen Tanga über den Fuß der Usambara-Berge mit dem Viktoriasee zu verbinden. Seit 1893 wurde die Linie von Tanga aus vorangetrieben. Aufgrund von Unterkapitalisierung musste die Gesellschaft 1899 vom Staat übernommen werden. Aber erst nach dem Ersten Weltkrieg, schon unter britischem Mandat, erreichte die Strecke mit 437 km im Jahr 1929 ihren heutigen Endpunkt, Arusha. Sie wird heute auch als Usambarabahn bezeichnet.

### Zentralbahn
Die Zentralbahn (heute Central Line) von Daressalam folgte als zweites großes Bahnprojekt der deutschen Kolonie. Dazu wurde die Ostafrikanische Eisenbahngesellschaft (OAEG) gegründet, der Bahnbau ab 1904 vom Deutschen Reich finanziert und 1905 begonnen. Kigoma am Tanganjikasee wurde 1914, am Vorabend des Ersten Weltkriegs, bei Kilometer 1252 erreicht. Die fahrplanmäßige Fahrzeit über die Gesamtstrecke betrug knapp 58 Stunden. Beide Bahnen blieben zunächst (abgesehen von einer kurzzeitigen Kleinbahn) ohne Verbindung untereinander.

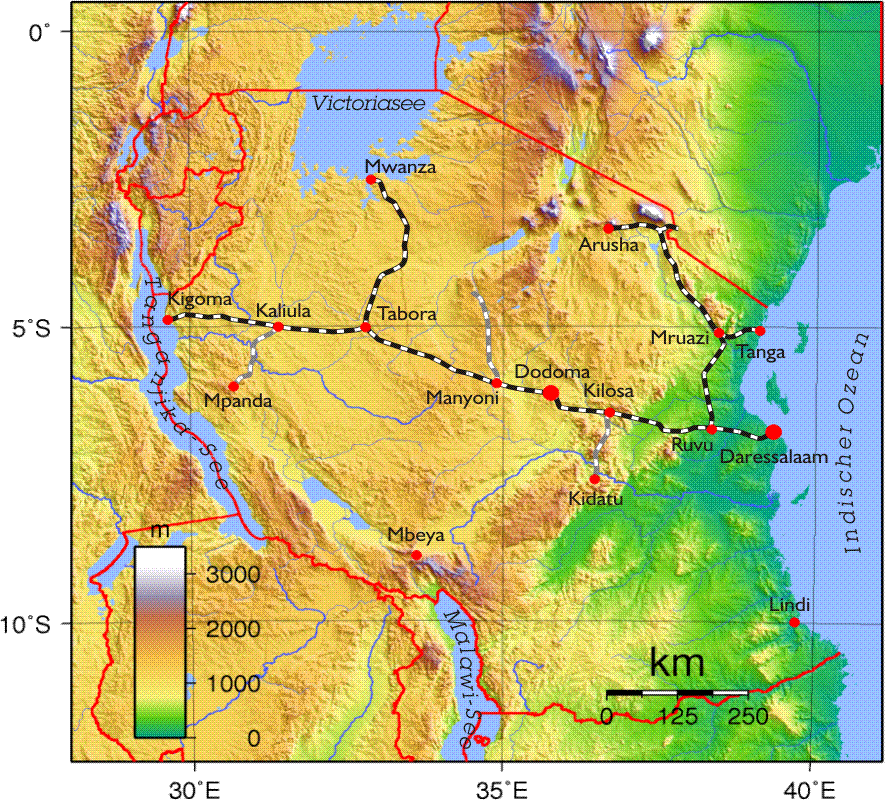
Das Streckennetz der TRC

### Ergänzungsstrecken
Die britische Mandatsverwaltung (ab 1919) ergänzte die Zentralbahn um die Stichstrecken Tabora – Mwanza (379 km) zum Südufer des Viktoriasees, Kilossa – Mikumi und Manjoni – Kinjangiri (erbaut 1931, Betrieb nach 1948 wieder eingestellt). Außerdem wurde eine Verbindung zwischen Moshi an der Usambarabahn und Voi an der Uganda-Bahn der Kenya and Uganda Railways in Kenia und 1954 die Southern Province Railway als dritter Inselbetrieb mit der Verbindung des Hafens Mtwara mit Nachingwea und Massassi in der Spurweite 610 mm geschaffen. Letztere wurde allerdings schon nach nicht einmal fünfzehnjährigem Betrieb wieder aufgegeben.

### Küstenstrecke
Nach der Unabhängigkeit Tansanias wurden Zentral- und Usambarabahn parallel zur Küste mit einer Strecke von Mruazi nach Ruvu verbunden.

### Zeit der Ostafrikanischen Union
Während der Zeit der Ostafrikanischen Union, die das Gebiet von Kenia, Uganda und Tansania umfasste, gehörte das tansanische Netz zur East African Railways (EAR). Die Gemeinschaft wurde 1977 aufgelöst.

### Railway Act 2017
Durch den Railways Act (englisch für Eisenbahngesetz) von 2017 wurden die für die Entwicklung der Eisenbahninfrastruktur und der Vermögenswerte zuständige Reli Assets Holding Company Limited (RAHCO) das die für den Betrieb zuständige Tanzania Railways Limited (TRL) zur Tanzania Railways Corporation fusioniert.

## Fahrbetrieb

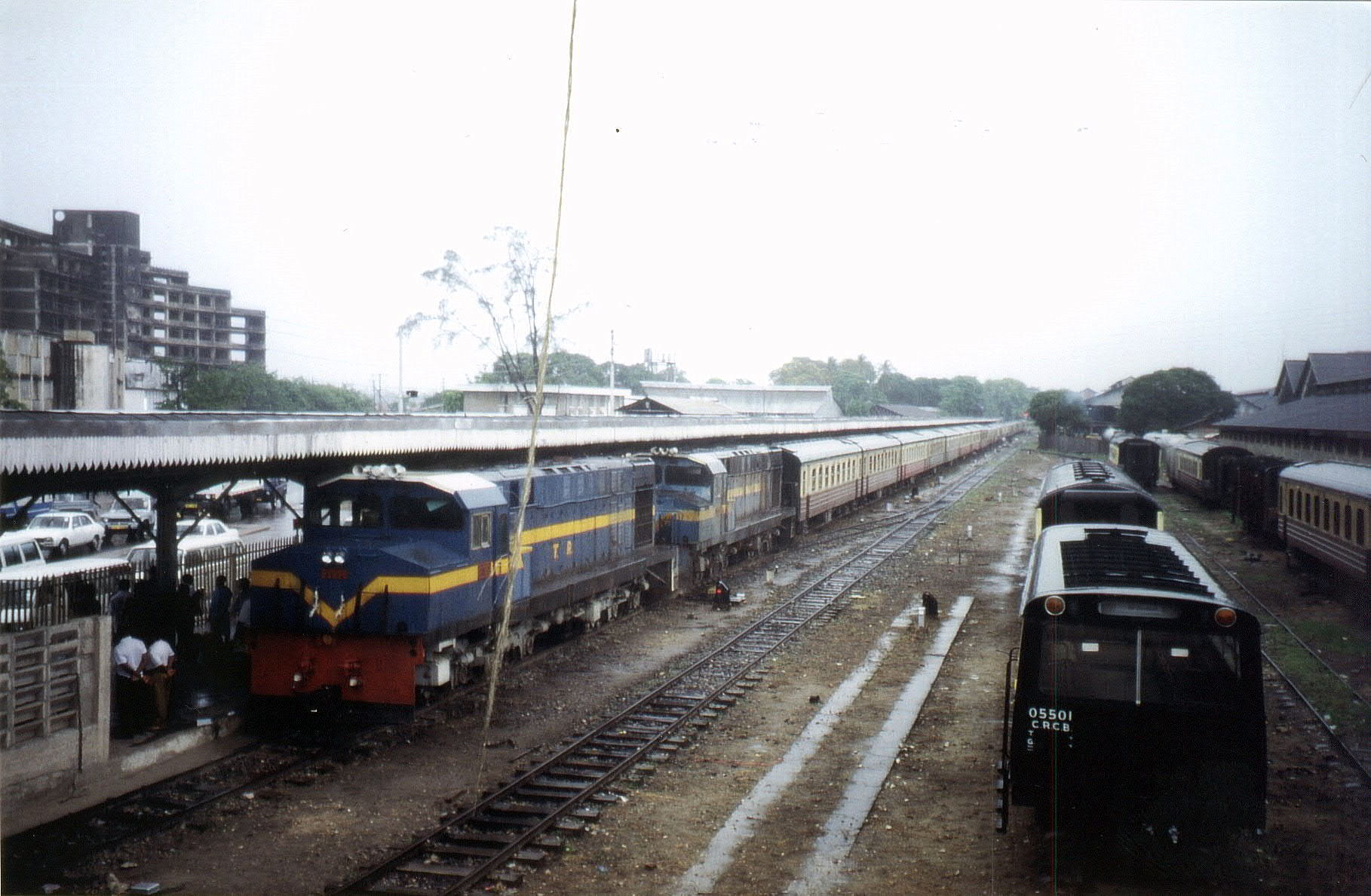
Zwei Dieselloks vor Reisezug im Hauptbahnhof von Daressalam.

Die Spurweite der TRC beträgt 1.000 mm, die Gesamtlänge der Strecken circa 2.700 km. Alle Strecken sind einspurig. Sie befinden sich in sehr schlechtem Zustand. Es gibt nur sehr wenige Ausweichmöglichkeiten in den größeren Bahnhöfen. Die Traktion erfolgt ausschließlich mit Diesellokomotiven aus kanadischer und deutscher Produktion. Diese sind mehrere Jahrzehnte alt und sehr störanfällig. Deshalb sind Verspätungen von einem halben oder ganzen Tag völlig normal. Mit Stand 2020 waren 30 Lokomotiven im Einsatz, 28 für den Streckenbetrieb und 2 für den Verschub.

### Strecken
Die heute wichtigste Verbindung ist die Central Line, die von Daressalam über die Hauptstadt Dodoma zum Hafen Kigoma am Tanganjikasee führt. Diese Haupt-Ost-West-Verbindung hat mehrere Äste:
- Strecken-km 79: Ruvu – Arusha (Länge: 565 km)
- Strecken-km 289: Kilosa – Kidatu (Länge: 108 km) (auch Bahnhof der TAZARA-Bahn)
- Strecken-km 595: Manyoni – Suma – Singida (Länge: 115 km)
- Strecken-km 850: Tabora – Mwanza am Viktoriasee (Länge: 379 km) mit durchgehender Verbindung (Trajekt) zur Uganda Railway
- Strecken-km 973: Kaliua – Mpanda (Länge: 210 km)

Die Bahngesellschaft hat also (theoretisch) nach Nordwesten (Uganda) und nach Nordosten (Kenia) die Möglichkeit zu grenzüberschreitendem Verkehr. Wegen politischer Differenzen zwischen und politischen Unruhen in einzelnen der beteiligten Staaten existiert dieser in der Praxis nicht. Auch eine Umspurung auf die 1067-mm-Spur der TAZARA findet in den Städten, in denen sich die beiden Systeme berühren, nicht statt.

### Fahrplan
Neben Nahverkehrszügen von Daressalam nach Pugu und Ubungo werden folgende Fernstrecken bedient (Stand 2022):
- Daressalam – Kigoma: 2 Mal wöchentlich
- Daressalam – Moshi – Arusha: 3 Mal wöchentlich
- Daressalam – Mwanza: 1 Mal wöchentlich
- Daressalam – Mpanda: 1 Mal wöchentlich

## Projekt Normalspurbahn
Im Jahr 2017 wurde das Projekt einer mit 25 kV 50 Hz Wechselstrom Oberleitung elektrifizierten Normalspurbahn von Daressalam nach Mwanza gestartet. In Publikationen wird dieses Projekt meist englisch SGR (Standard Gauge Railway) genannt.

Geplant sind 5 Bauphasen:
- Phase 1 Daressalam – Morogoro (km 300)
- Phase 2 Morogoro – Makutupora (km 422)
- Phase 3 Makutupora – Tabora (km 294)
- Phase 4 Tabora – Isaka (km 130)
- Phase 5 Isaka – Mwanza (km 249)

Die erste Bauphase wurde 2017 als Gemeinschaftsprojekt der türkischen Firma Yapi Merkezi mit der portugiesischen Firma Mota Engil Africa gestartet. Bei Probefahrten im Mai/Juli 2022 erreichte eine Lok 160 km/h. Im September 2021 wurden hierzu vier Zweisystem Lokomotiven der Reihe ÖBB 1014 nach Tansania verschifft. Am 14. Juni 2024 wurde der Abschnitt in Betrieb genommen.
Die zweite Bauphase wird von der türkischen Firma Yapi Merkezi errichtet. Im April 2022 wurde ein Fertigstellunsggrad von rund 80 Prozent gemeldet.
Mit dem Bau der Phase 3 von Makutupora nach Tabora begann die Firma Yapi Merkeziam am 12. April 2022.

## Die Gesellschaft
Die Vorgänger-Gesellschaft „East African Railways and Harbours Corporation“ wurde 1948 durch den Zusammenschluss der Eisenbahngesellschaften und Häfen in Kenia und Uganda mit der Tanganyika Railway geschaffen. Im Jahr 1977 wurden die Vermögenswerte zwischen Kenia, Tanzania and Uganda aufgeteilt und die Firma Tanzania Railways Corporation übernahm den Betrieb in Tansania. Privatisierungsversuche zwischen 1998 und 2010 schlugen fehl und 2011 übernahm die Regierung von Tansania die Firma zu 100 Prozent. Im Jahr 2017 wurden Tanzania Railways Limited (TRL) und Reli Assets Holding Company (RAHCO) zur Tanzania Railways Corporation fusioniert.
Der Sitz der Gesellschaft ist Daressalam. Vorstandsvorsitzender ist John Wajanga Kondoro, Generaldirektor ist Masanja Kungu Kadogosa (Stand 2022).